# Schloss Wernrode

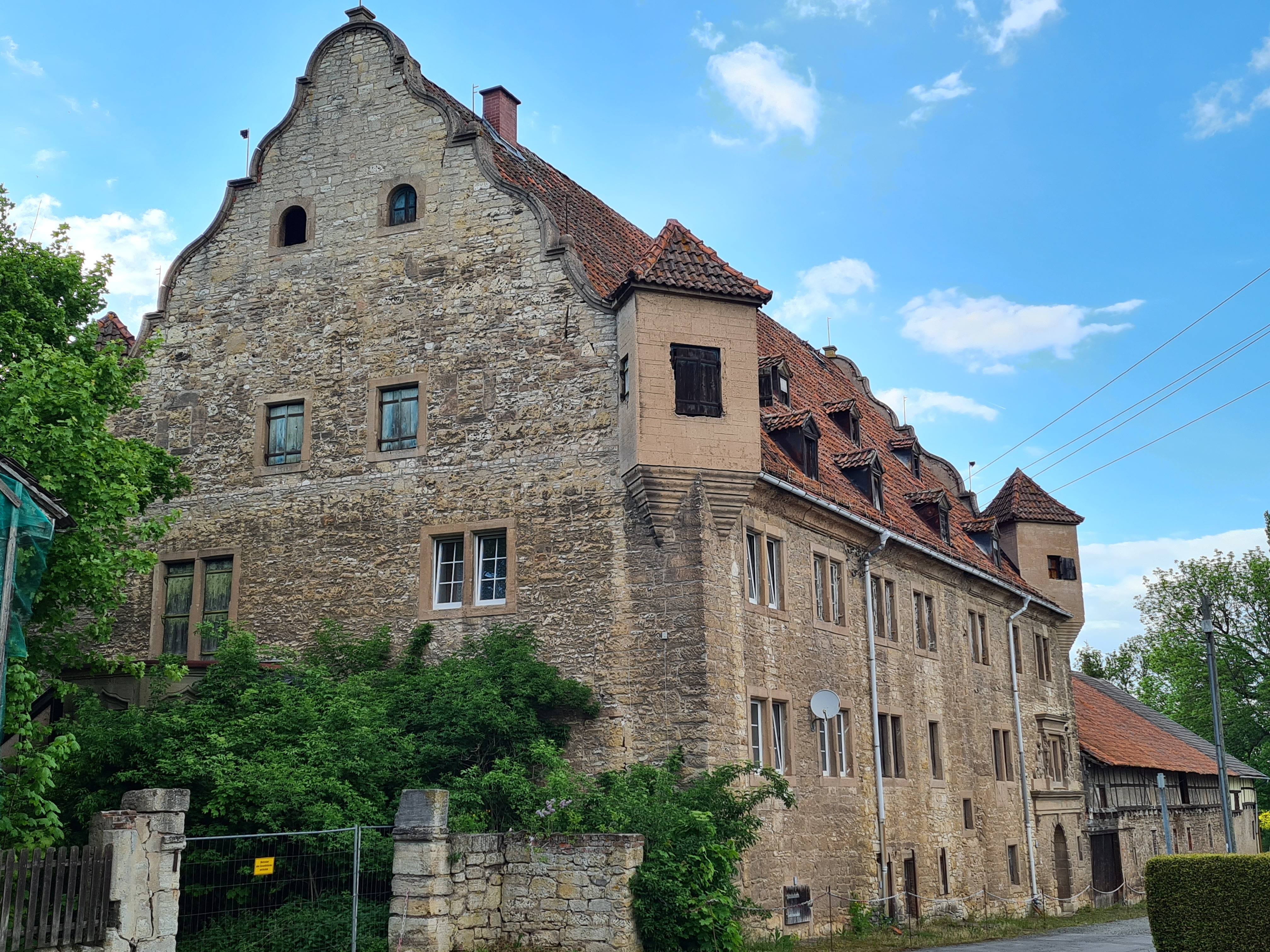
Schloss Wernrode

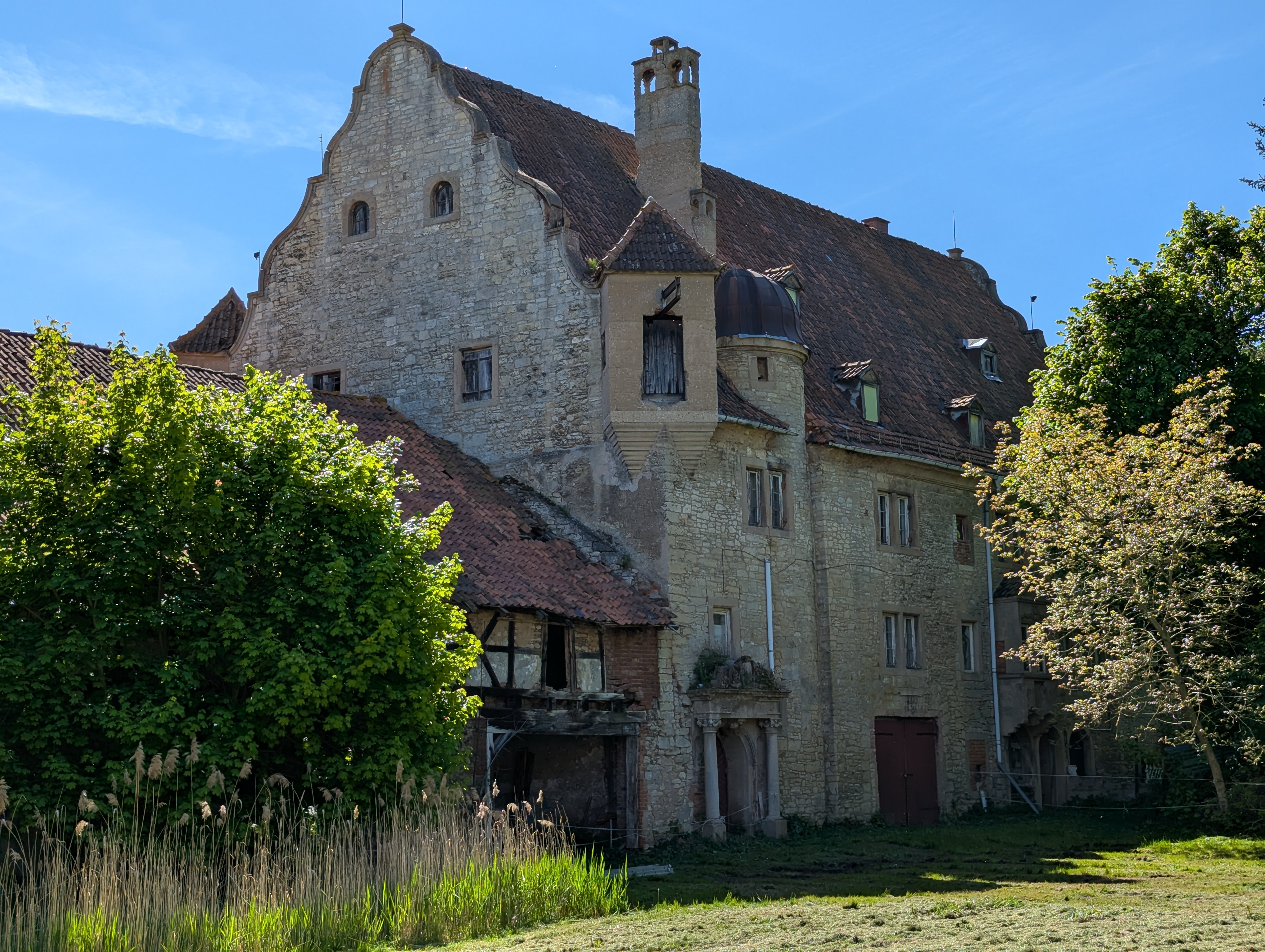
Hofansicht

Das Schloss Wernrode ist ein Schloss in Wernrode, einem Ortsteil der Stadt Bleicherode im Landkreis Nordhausen in Thüringen.

## Lage
Durch den Ort führte eine alte Heerstraße von Nordhausen über die Hainleite, durch das Kirchtal und das Ungeheure Tal, in Richtung Mühlhausen.
Die benachbarten Burgen und Befestigungsanlagen auf der Hainleite sind im Osten die Burgruine Sargberg, im Südosten die Burg Straußberg, im Süden der Rauchenberg, im Südwesten Burgruine Kirchberg Alte Kirche und Burgruine Kirchberg Alte Burg sowie im Westen die Burgruine Zengenberg.

## Beschreibung

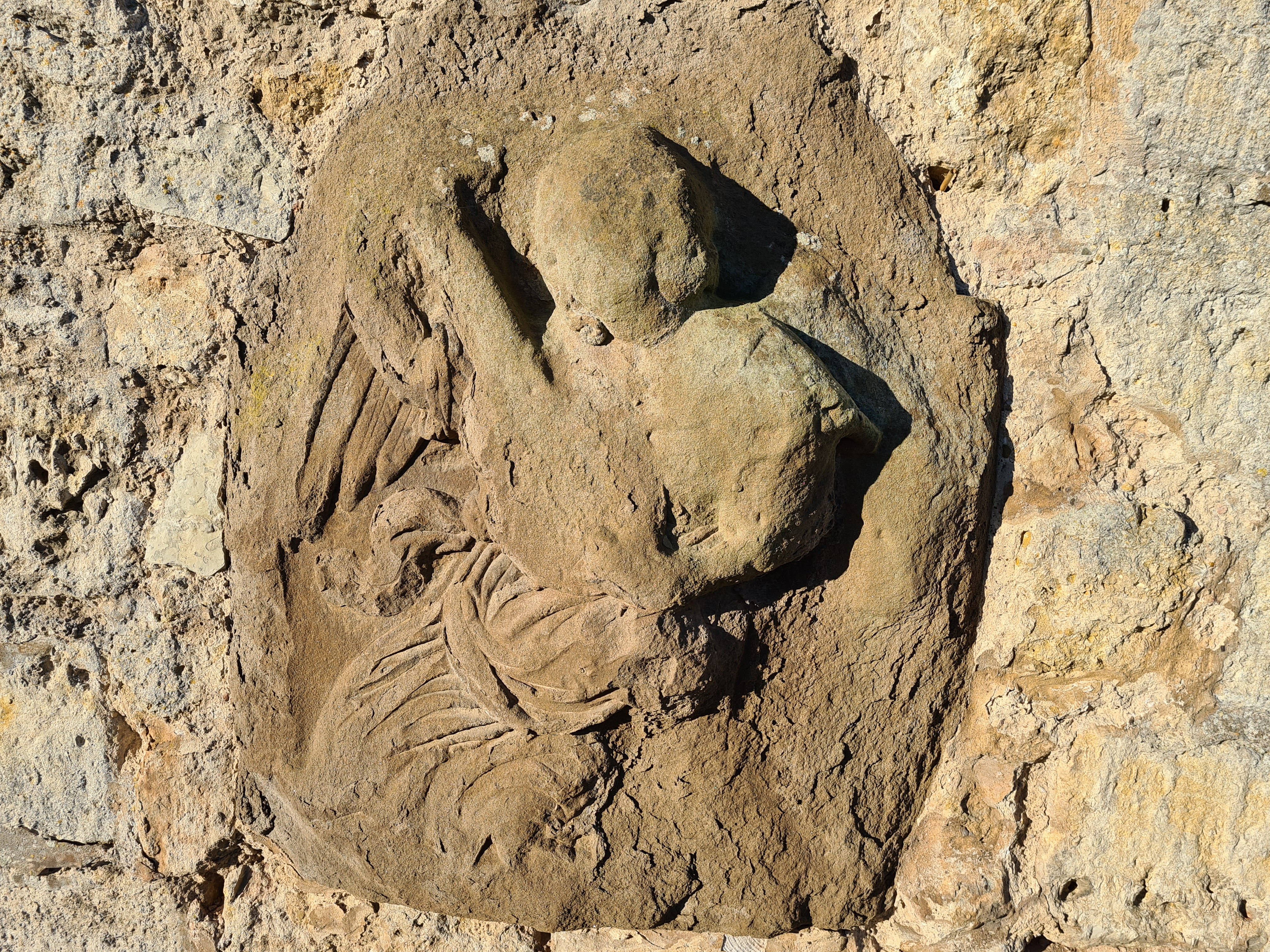
Engel, der eine Laute stimmt

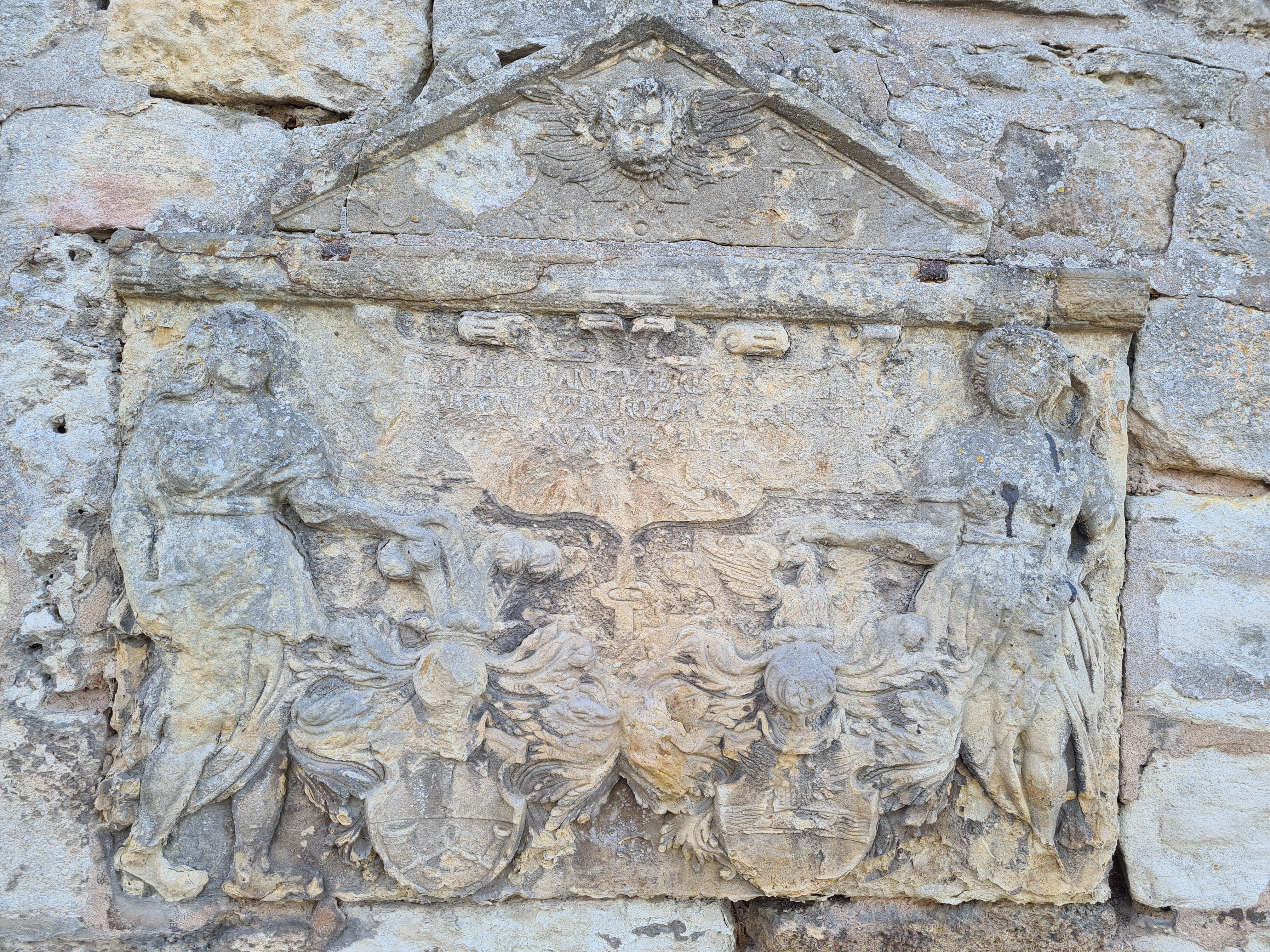
Reliefsteinplatte mit Wappen der Familien von Jagemann und Steckel

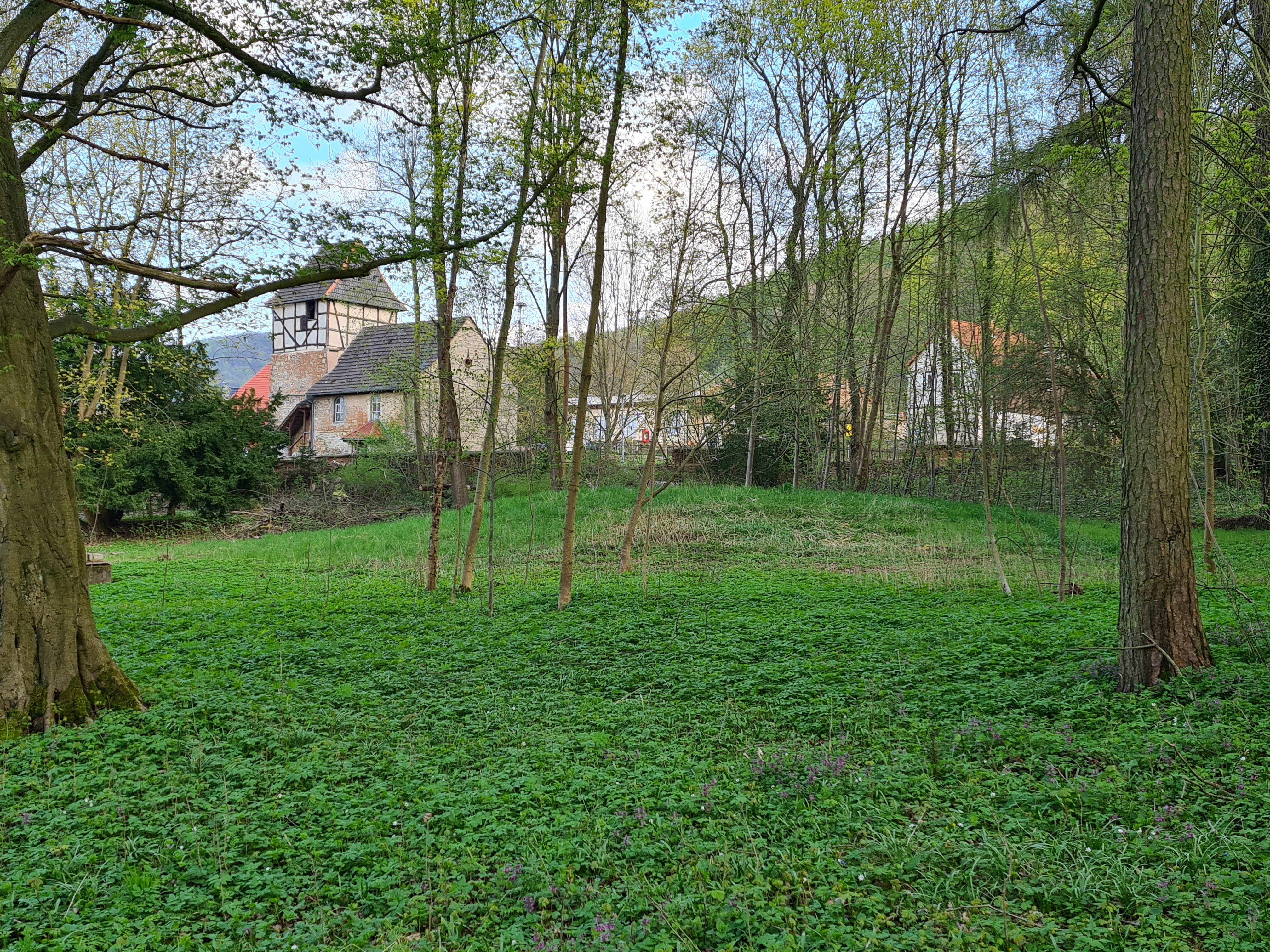
Hochmotte – ein Schuttkegel einer Turmhügelburg im Landschaftspark

Das ehemalige Rittergut ist ein geschlossener Vierseithof mit Wirtschaftsgebäuden, die in verschiedenen Jahrhunderten entstanden sind. Die ältesten Teile stammen aus dem 12. Jahrhundert. Das zweigeschossige, massive Herrenhaus in der Teichstraße 41 wurde aus Bruchsteinen um 1603 in schlichten Formen der Renaissance erbaut. Das steile Satteldach mit bauzeitlichem Dachstuhl hat kleine Dachgauben. Vier verputzte Erker an den Ecken des Daches sind mit Pyramidendächern bedeckt. Im Norden und Süden ist ein geschwungener Staffelgiebel. Im Westen befindet sich ein innenliegender, runder Treppenturm. Im Süden steht ein polygonaler Anbau, der ursprünglich als Kapelle diente. Im Osten steht ein rundbogiges Tor mit Bossenwerk und nachträglich eingebauten antikisierender Bekrönung mit weiblichen Büsten. Im Erdgeschoss sind die Decken aus Stuck erhalten. Im Westen steht ein eingeschossiger Fachwerkhaus mit hohem Sockel aus Werkstein, Krüppelwalmdach mit Dachgauben aus dem 18. Jahrhundert.
In nördlicher Richtung neben dem Schloss befindet sich ein Teich (53 × 27 m), der mögliche Rest eines Wassergrabens und ehemaliger Klappenteich. Die obere und untere Klappe wurden zur Regulierung des Wasserzuflusses bzw. Wassersperre genutzt, damit das Mühlrad der Mühle Wernrode, bei Niedrigwasser des Baches, arbeiten konnte.
Der 2,3 ha große Landschaftspark, neben dem Schloss, ist von einer Bruchsteinmauer umgeben, in der stark verwitterte Reliefplatten eingearbeitet sind. Diese gelblich-bräunlichen Reliefsteine bestehen aus Seeberger Sandstein des Oberen Keuper (Rätkeuper).
Das Steinrelief der  Dreifaltigkeit, dass bis 1938 in der Diele des Herrenhauses angebracht war, zeigt Gott Vater und Gottes Sohn mit einem Kreuz in seiner rechten Hand. Beide legen ihre Hände auf die zwischen ihnen schwebende Weltkugel. Der heilige Geist schwebt in Taubengestalt darüber und die Figur eines Engels in fliegendem Gewand, der eine Laute stimmt. In einer Kartusche steht die Inschrift: „Mein Hofnvng steht zv Gott, Margreta Jagemann geborne Deden.“ und das Jagemannsche Wappen.
Ein weiters Steinrelief war früher am Pferdestall angebracht. Es zeigt die Alliancewappen, die von Engeln gehalten werden. Das Jagemannsche Wappen mit Anker und Jagdhorn befindet sich links und rechts das Wappen der Familie Steckel, das im Schild einen stilisierten Aar über einem Wasserband mit Fisch zeigt. Auf dem Helm ist einen wachsenden Adler abgebildet. Darüber sind ein mit Engelsköpfchen besetzter Giebel und die Inschriften: „Anno Dmi 1603.“ und „D. Joh. Jagemann zu Hardegsen, Göttingen und Dorst F Bruns Cantler“ zu sehen.
Durch den Landschaftspark mit Hochmotte verläuft der Wernröder Bach. Die Hochmotte ist ein Schuttkegel einer Turmhügelburg. Der überwachsene Hügel hat einen Durchmesser von ca. 22 m, eine von Höhe ca. 1,5 m und einen oberen Durchmesser von ca. 9 m. Im Süden ist ein flacher Graben von 18 m Breite zur Sicherung dieser Anlage zu erkennen.
Gegenüber dem Schloss liegt die kleine Kirche Wernrode.

## Denkmalschutz
Das Objekt und seine umliegenden Bauten sind im Denkmalbuch eingetragen und textlich dort wie folgt beschrieben.
- Bleicherode OT Wernrode Teichstraße 40, 41, 43, 44
- Gemarkung Wernrode, Flur 6, Flurstücke 31, 32, 34, 27, 29/1
- Gutsanlage mit zwei Gutshäusern, Wirtschaftsgebäuden und Parkanlage

Die Gutsanlage mit zwei Gutshäusern A. 17. Jh. und 18. Jh., dreiseitiger Anlage von Wirtschaftsgebäuden 18. und 19. Jh., Parkanlage mit Parkmauer besteht aus:
- Gutshaus: Anfang 17. Jh. und 19. Jh.; stattlicher zweistöckiger, siebenachsiger Bau auf  hohem Kellergeschoß, Traufstellung, profilierte gekoppelte Rechteckfenster, Portale 17. und 18. Jh., rückseitiger Treppenturrn,  vierseitige  Eckerker,  Giebel  mit Voluten  und Kugelbekrönung, Dachgaupen, Inneres mit Kreuzgewölben, Reste der Renaissanceausstattung Torgewände, Stuckdecken, barockes Hoftor mit drei Relieftafeln.
- Gutshaus: 18. Jh., Fachwerkbau, einstöckig, 18-achsig, hoher Hausteinsockel, Gewölbekeller, Sprossenfenster, Krüppelwalmdach. Dreiseitige Anlage von fünf Wirtschaftsgebäuden 18. und 19. Jh., Fachwerk mit Bruchsteinsockel, Satteldächer.
- Große Parkanlage mit Bruchsteinmauer.

## Geschichte und Eigentümer des Schlosses
|  | um 1000             | Wippergau                                                                                          |
|  | 1155–1220           | Grafschaft Kirchberg                                                                               |
|  | 1220–1247           | Heiliges Römisches Reich, Grafschaft Kirchberg                                                     |
|  | 1247–1259           | Heiliges Römisches Reich, Grafschaft Schwarzburg                                                   |
|  | 1259–1320           | Heiliges Römisches Reich, Grafschaft Lohra                                                         |
|  | 1320–1802           | Heiliges Römisches Reich, Grafschaft Hohnstein                                                     |
|  | 1802–1807           | Königreich Preußen, Grafschaft Hohnstein                                                           |
|  | 1807–1813           | Königreich Westphalen, Departement des Harzes, Distrikt Nordhausen, Kanton Pustleben               |
|  | 1813–1867           | Königreich Preußen, Provinz Sachsen, Regierungsbezirk Erfurt, Kreis Nordhausen                     |
|  | 1867–1871           | Norddeutscher Bund, Königreich Preußen, Provinz Sachsen, Regierungsbezirk Erfurt, Kreis Nordhausen |
|  | 1871–1882           | Deutsches Reich, Königreich Preußen, Provinz Sachsen, Regierungsbezirk Erfurt, Kreis Nordhausen    |
|  | 1882–1918           | Deutsches Reich, Königreich Preußen, Provinz Sachsen, Regierungsbezirk Erfurt                      |
|  | 1918–1945           | Deutsches Reich, Freistaat Preußen, Provinz Sachsen, Regierungsbezirk Erfurt                       |
|  | April bis Juni 1945 | Amerikanische Besatzungszone, Freistaat Preußen, Provinz Sachsen, Regierungsbezirk Erfurt          |
|  | 1945–1949           | Sowjetische Besatzungszone, Land Thüringen, Landkreis Nordhausen                                   |
|  | 1949–1952           | Deutsche Demokratische Republik, Land Thüringen, Landkreis Nordhausen                              |
|  | 1952–1990           | Deutsche Demokratische Republik, Bezirk Erfurt, Kreis Nordhausen                                   |
|  | ab 1990             | Bundesrepublik Deutschland, Freistaat Thüringen, Landkreis Nordhausen                              |

### Adelsgeschlecht von Wernrode ab 1200
- 1271 Reinhardus, Lippoldus, Wernerus et Conradus de Werenrad[4]
- 1278 Ritter Alexander de Werenrode[5], zuletzt erwähnt am 8. Juni 1300 als Zeuge in den Sondershäuser Urkunden
- 1287 Brüder Friedrich und Heinrich de Werenrode[6]
- 1302 Friedrich von Wernrode (als Zeuge: Kevernbergisches Erbe an die Grafen von Hohenstein), Heinrich von Wernrode, Die Töchter von Friedrich, Gertrudis und Mechthildis, waren im Nonnenkloster der Magdalenerinnen von Schlotheim[7], zuletzt erwähnt am 28. August 1330 als Zeuge in den Sondershäuser Urkunden
- 1309 und am 6. März 1313, Albert von Wernrode, Siegel unter der Walkenrieder Urkunde Nr. 734[8]
- 1320 Brüder Friedrich und Heinrich de Werenrode (Nos quoque Henricus miles & Fredericus fratres de Wernrode), Gertrudis hieß die Frau von Friedrich.
- 1327 Albert von Wernrode verwendete ein dreieckiges Siegel mit dreiblättriger Blume am 15. März 1341. 1337 zogen Meß und Thecke von Wernrode aus dem Nonnenkloster von Schlotheim in das Jungfrauenkloster nach Bad Langensalza.
- 1329 Heinrich von Wernrode, Urkunde vom 22. Februar 1329 Zisterzienserkloster Volkenroda[9]
- 1337 Johannes von Wernrode[10]
- 1352 Alexander von Wernrode, Sohn des Ritters Albert von Wernrode, 8. Abt im Kloster
- 1353 Heinrich und Sander von Wernrode (Ilfeld Kopialbuch I Nr. 172) Sander war mit Katherina von Volkerode verheiratet.[11]
- 1363 Ritter Albrecht und Friedrich von Wernrode (Ilfeld Kopialbuch I Nr. 188) Das Adelsgeschlecht führte eine Blume der Kornrade im Wappen. Am 21. August 1370 starb Adelheid genannt Tela von Wernrode, Herrin im Franziskanerkloster in Mühlhausen.
- 1366 Albrecht von Wernrode am 29. Januar als Zeuge in den Sondershäuser Urkunden
- 1431 Otto von Wernrode[12] (Archive signature: 1.1./ I Lc 40 Inventory signature: StadtA NDH Best. 1.1. Sign. I Ageing: 1457 März 12)
- bis 1460 war Otto von Wernrode, zum Ende der Minderjährigkeit von Ernst IV. von Hohnstein und Johann III. von Hohnstein, vormundschaftliche Regierung gemeinsam mit Apel von Wechsungen und Kurt von Brück[13]
- 1466 Otten von Wernrode[14]
- 1493 Hans von Wernrode und Bruder Hylmar
- 1496 Hilmar von Wernrode (Archivalien-Signatur: 1.1./ I Le 39 Bestandssignatur: StadtA NDH Best. 1.1. Sign. I Datierung: 1496 März 16)
- 1509 Hylmar von Wernrode besaß das Dorf Krimderode (Krymmelderode) (Archive signature: 1.1./ I Lc 57 Inventory signature: StadtA NDH Best. 1.1. Sign. I Ageing: 1509 Januar 12)
- 1528 Heinrich von Wernrode
- 1530 Ernst von Wernrode (ThHStAW, EGA, Reg. Kk, Nr. 1058)[15]
- 1558 Brüder Otto Vincentius und Hilmar (der Jüngere) von Wernrode (NLA-HStAH, Cal. Br. 14 Nr. 986)

### Adelsgeschlecht von Schiedungen ab 1573

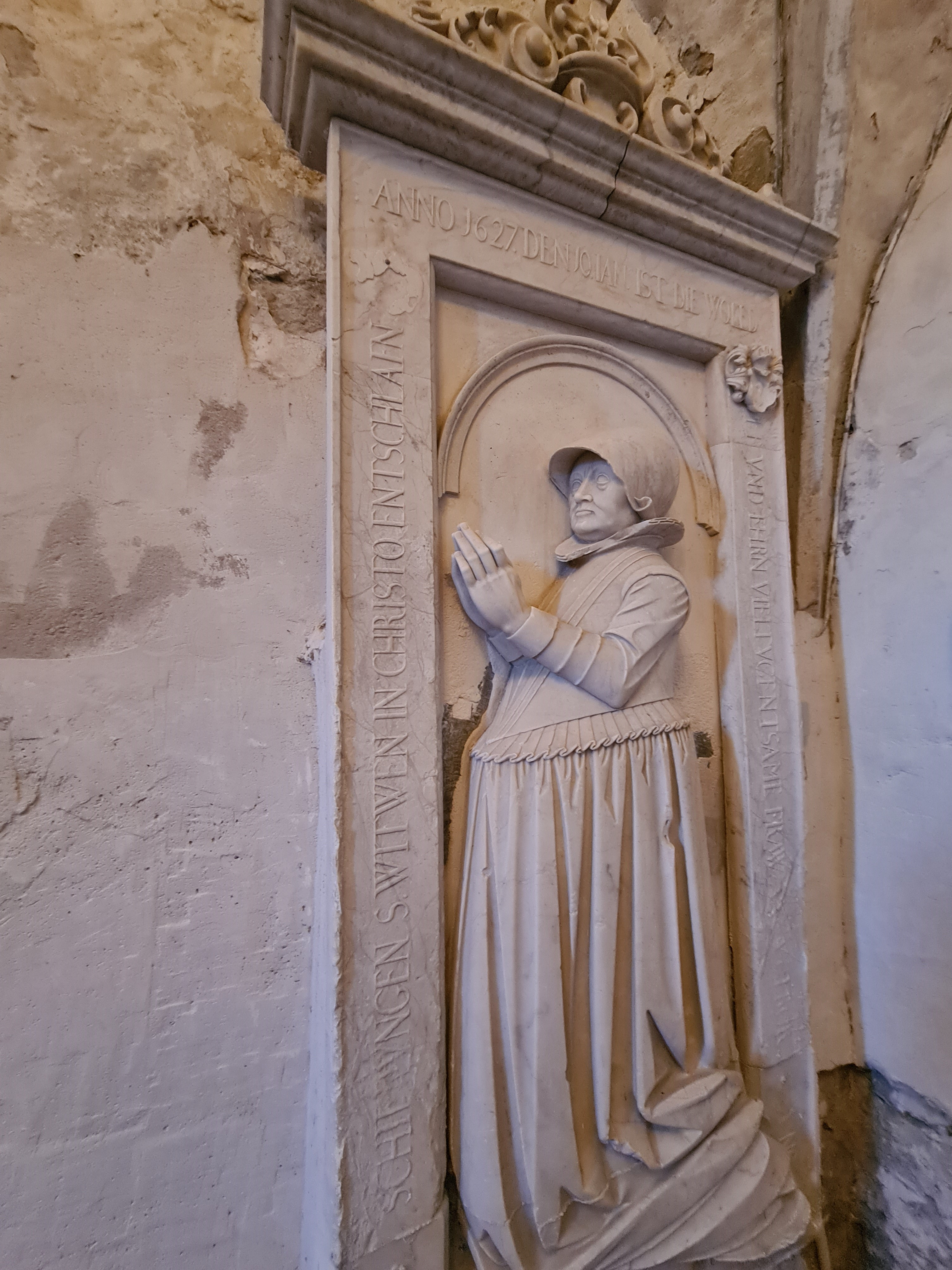
Alabaster-Grabmal von Anna von Schiedungen in der Kirche Wernrode

- 1573 Hans und Heinrich von Schiedungen[16][17]

In den Nischen des Chores der Kirche in Wernrode waren an der Südwand zwei Reliefplatten. Das verschwundene verwitterte Sandsteinbild zeigte einen knienden Ritter vor einem Kruzifix und dem Datum „1587 DEN 1. MAII“. Daneben ist in gleicher Größe eine Figur einer Matrona aus weißem Alabaster auf schwarzer Grundplatte mit der Umschrift „ANN0 1627 DEN 10. JAN. IST DIE WOHLEDLE VND EHRN VIEL TVGENDSAME FRAW ANNA GEBORNE VON REHEN, HANS VON SCHIEDUNGEN S.(elige) WITWEN IN CHRISTO ENTSCHLAFN“.

### Adelsgeschlecht von Jagemann ab 1600
- 1603 Johann von Jagemann (Braunschweigischer Kanzler und Geheimrath) († 7. Januar 1604 in Wernrode) und seine Frau Juliane geb. Steckel (* 1560; † 1612 in Osterode am Harz)
- 1620 Brüder Julius Jagemann, Heinrich Julius Jagemann (NLA HA Cal. Br. 14 Nr. 476 und Nr. 477) und Hans Ernst von Jagemann (* 1584; † 1647) mit Frau Juliana von Jagemann († 12. Juni 1638 in Wernrode)

### Adelsgeschlecht von Hagen ab 1638
- 1638 Lehen der Familie von Hagen[19]
- 1661 Jost Hartmann von Hagen[20]
- 1716 Wilhelm Hartmann von Hagen auf Wernrode, Fürstlich bayrischer Obristleutnant[21]
- 1720 königlich polnische und kurfürstliche Kapitän Hans Christoph von Hagen (1646–1715) auf Wernrode[22]

### Adelsgeschlecht von Bila ab 1720
- 1720 Heinrich Günther von Bila (1680–1738) (Kirchenpatron in Wernrode) mit Gemahlin Eleonore Wilhelmine Henriette von Seidensticker
- 1737 Hauptmann Friedrich Anthon von Bila (Kirchenpatron in Wernrode)
- 1769 drei der vier Brüder, August Friedrich, geb. 1721, Georg Carl, geb. 1726, Heinrich Wilhelm August, geb. 1729, besaßen die Güter Wernrode und Elbingen (bei Buchholz), dazu Sundhausen
- 1780 Kaufmann Wilhelm August von Bila (bis 1807)[23]
- 1814 Friedrich Wallrath Karl Johann von Biela (1784–1846) ⚭ 17. April 1814 in Greußen Friederike Dorette Meyer (1790–1858)[24]
- 1815 Thilo Friedrich von Biela, geb. 22. April 1815 in Wernrode, gest. 2. März 1893 in Brödelwitz
- 1816 Ausbau des Schlosses, siehe C 125 Naumburg, VI Nr. 46d Hypothekenakte des Rittergutes Wernrode (Dannemann), Laufzeit 1816–1849
- 1817 Friederike Agnes Ida von Biela, geb. 11. Februar 1817 in Wernrode, gest. 14. April 1858 Erfurt, ⚭ 24. August 1841 in Wernrode mit Friedrich Ludwig August Schulze, Oberstlieutenant
- 1821 Wallrath Rudolf von Biela, geb. 25. Juni 1821 in Wernrode, gest. 4. Februar 1888 in Zscheiplitz, ⚭ Adelheid von Tettenborn (1827–1878), die das Rittergut Zscheiplitz als Hochzeitsgeschenk mit in die Ehe brachte
- 1826 Malwine Auguste von Biela, geb. 1826 in Wernrode, gest. in Weende am 14. August 1906, ⚭ 28. Juni 1849 in Wernrode mit Franz Wilhelm Clemens von Dannenberg, Königlich Preußischer Generalmajor a. D.
- 1827 Oskar Franz von Biela, geb. 20. Januar 1827 in Wernrode, ⚭ 1855 Wilhelmine Helbig, geb. 11 April 1835 in Bleicherode
- 1840 Hauptmann Johann Friedrich von Biela und dessen Sohn Thilo von Biela[25]
- 1850 Anna Margarete Adela von Biela auf Wernrode[26]

### Adelsgeschlecht von Klatte ab 1855
- 1855 Kaufvertrag zum Rittergut Wernrode und des adeligen Gutes Hopperode zwischen Maximilian Eugen von Klatte Premierlieutenant a. D. und den Erben des Hauptmanns Johann Friedrich von Biela.[27]
- 1865 Rittergutsbesitzer Hauptmann Maximilian Klatte zu Wernrode wurde am 1. Juli 1865 Mitgesellschafter der Zuckerfabrik Wolkramshausen Schreiber u. Co.
- 1877 Bau der Heimstätte (Ruhestätte der Familie von Klatte)
- 1878 Ein Großbrand, durch einen Blitz entzündet, zerstörte am 24. Januar 1878 die Scheunen und Stallungen des Gutes. Das Herrenhaus wurde als einer der ersten Thüringer Bauten aus Beton mit Stahlträgern wieder aufgebaut.
- 1893 Begräbnis in der Heimstätte von Hauptmann von Klatte († 17. Mai 1893)
- 1899 Begräbnis in der Heimstätte von Anna Wilhelmine von Klatte († 9. Dezember 1899)

### Ab 1900
- 1899 Das Gut wurde an den Großgrundbesitzer Schreiber aus Sundhausen verpachtet. (Zuckerrübenzüchtung, Firma G. Schreiber und Sohn)
- 1923 Richard Franck (Berlin) Inhaber der größten Kornkaffeefabrik in Deutschland, Heinrich Franck Söhne ist Pächter: Mitteleuropäischen Landwirtschafts-Betriebsgesellschaft mbH (Mila), Berlin.
- 1929 Firma „Kornfranck“, bekannt durch die Herstellung von Ersatzkaffee, bis zur Weltwirtschaftskrise
- 1930 Aufsiedlung des Gutes an 12 Siedler und Kleinbauern, die mit Hilfe von Hypotheken Land erwarben, das Schlossgebäude ist in eine Eigentümergemeinschaft übergegangen (Teileigentümer ab 24. März 1930 Ernst Stolze)
- 1949 Das Gutshaus wurde seit 1949 bis 1989 als Konsum, Kindertagesstätte, Büro des Bürgermeisters, als Arztpraxis und als Kinderferienlager „Gladys Marín“ der Handelsorganisation HO genutzt.